# 木村瀬平 (立行司)
木村 瀬平（きむら せへい、1837年 - 1905年2月5日）は、明治時代の大相撲の立行司。本名：柴崎留吉。下総国岡田郡豊岡村(のち茨城県結城郡豊岡村→水海道町→水海道市、現・常総市)出身。

## 人物
1846年12代木村庄之助に入門し、1850年11月木村留吉、正五郎、のち庄五郎となる。1881年三役格。1884年緋房免許で同じころ年寄木瀬を兼務。1891年行司名も木村瀬平と改める。1893年に番付面に不満があり、一時引退したが1895年に復帰。1897年に15代木村庄之助と8代式守伊之助が相次いで亡くなり、翌1898年5月に9代式守伊之助と同時に立行司となった。1899年3月吉田司家より紫房の免許が下り、その後1905年の死去まで16代木村庄之助と9代式守伊之助の間で立行司であった。庄之助・伊之助以外の行司が立行司・次席（臨時を除いて）であるのは瀬平が最後である。
1905年1月場所5日目、前頭筆頭太刀山－小結駒ヶ嶽戦で、駒ヶ嶽の寄りを太刀山はこらえきれず土俵下へ転落した。このとき太刀山の投げ出した足が、土俵下で控えていた行司木村瀬平を直撃。瀬平は苦しんだが、検査役から物言いがつき、1時間に及ぶ協議の末「勝負預かり」となる。この間に元気を取り戻した瀬平は、次の一番を無事に裁いたが、6日目、7日目と大事を取って休場、8日目より再出場した。ところが9日目の朝、急死。太刀山に押し潰されたことが原因による心臓麻痺であった。墓所は浅草の坂東報恩寺。